# 탱구와 울라숑
《탱구와 울라숑》(Tangoo & Ullashong)은 대한민국의 KBS가 기획하고 (주)서울무비가 공동제작하여 KBS 2TV에서 방영된 코미디 애니메이션이다. 가수 캔이 주제가를 불렀다. 동명의 게임도 제작되었다.

## 제작진
- 편성기획 : 장해랑
- 책임프로듀서 : 김광태
- 시나리오 : 김의찬
- 캐릭터디자인 : 김재환, 조혜승
- 배경디자인 : 손영태, 이상국
- 배경보드 : 조혜승, 김영
- 로봇디자인 : 주영삼
- 소도구디자인 : 김민수
- 색지정 : 민영아
- 스토리보드 : 백승균

애니메이션 제작
- 작화연출 : 김왕엽
- 원화 : 김권일, 김병관, 양지은, 김민희
- 원화작감 : 이은희
- 동화 : 강은미, 김수연, 김현정, 윤선희
- 동화작감 : 최정, 이채원, 유윤정, 이상우
- 최종검사 : 양옥자
- 제작진행 : 최석환

디지털 제작
- 배경 : 장성희, 윤희, 전미숙, 김은숙, 김해성
- 채색 : 서미화, 김애란, 고은미, 문수정
- 촬영 : 강은희, 권미애, 김수경, 김은희, 김정민
- 편집 : 윤철희
- 진행 : 임현희
- 디지털감독 : 김영호
- 3D제작 : FACE, 한동일, 김춘호
- 주제가 작사 : 김주희
- 작곡 : 방용석
- 노래 : CAN
- 녹음 : 박재석
- 대사녹음 : 나라AV, 김희집
- 음향효과 : SMAPP
- 음악 : 헐리웃매너
- 음악감독 : 방용석

종합제작
- 그래픽 디자인 : 임창욱
- 제작편집 : 이종연, 유운모
- C.G : 오윤정, 최윤선
- 프로듀서 : 민영문, 황용명, 김원규
- 기획 : KBS
- 공동제작 : (주)서울무비

## 등장인물
- 이선 : 탱구
- 유해무 : 울라숑
- 故 김일 : 샤샤 / DJ 준
- 차명화 : 모모 / 슈린
- 서광재 : 덩치
- 은영선 : 엘리
- 故 김관진 : 돌멘 / 스타리안
- 성완경 : 그라켄
- 오인성 : 브레스 / 후후박사
- 함수정 : 루키 / 프리첼 여왕
- 유동균 : 키안
- 김민석 : 미카엘 / 부관 / 팅구
- 강희선 : 투란도트 / 용
- 강구한 : 아스타로스

## 방영목록
| 회차 | 부제 (서브 타이틀)         | 방송 일자        | 재 방송일       |
| 1화  | 드림팀 탄생                | 2001년 3월 23일  | 2003년 1월 29일 |
| 2화  | 몰래한 출동                | 2001년 3월 30일  | 2003년 2월 5일  |
| 3화  | 기사되기 정말 힘들어       | 2001년 4월 6일   | 2003년 2월 12일 |
| 4화  | 우연한 첫승리              | 2001년 4월 13일  | 2003년 2월 19일 |
| 5화  | 위기의 스피드 부메랑       | 2001년 4월 20일  | 2003년 2월 26일 |
| 6화  | 울라숑의 새 조종사         | 2001년 4월 27일  | 2003년 3월 5일  |
| 7화  | 감격의 더스트 부메랑       | 2001년 5월 4일   | 2003년 3월 12일 |
| 8화  | 포스의 후계자              | 2001년 5월 11일  | 2003년 3월 19일 |
| 9화  | 얼음마을 눈축제            | 2001년 5월 18일  | 2003년 3월 26일 |
| 10화 | 방황하는 탱구              | 2001년 6월 8일   | 2003년 4월 2일  |
| 11화 | 스타리안의 위기            | 2001년 6월 15일  | 2003년 4월 9일  |
| 12화 | 함정에 빠진 탱구           | 2001년 6월 22일  | 2003년 4월 16일 |
| 13화 | 머나먼 길                  | 2001년 6월 29일  | 2003년 4월 23일 |
| 14화 | 태양이여 빛나라            | 2001년 7월 6일   | 2003년 4월 30일 |
| 15화 | 다크 레이어스의 시험       | 2001년 7월 13일  | 2003년 5월 7일  |
| 16화 | 탱구가 탱구를 만나던날     | 2001년 7월 20일  | 2003년 5월 14일 |
| 17화 | 영웅의 탄생을 위하여       | 2001년 7월 27일  | 2003년 5월 21일 |
| 18화 | 닉타산에 간 탱구와 울라숑  | 2001년 8월 10일  | 2003년 5월 28일 |
| 19화 | 탱구 찬가 소동             | 2001년 8월 17일  | 2003년 6월 4일  |
| 20화 | 진정한 승부를 위하여       | 2001년 8월 24일  | 2003년 6월 11일 |
| 21화 | 승리로 얻은 깨달음         | 2001년 9월 7일   | 2003년 6월 18일 |
| 22화 | 탱구, 기사가 되다          | 2001년 9월 14일  | 2003년 6월 18일 |
| 23회 | 루키의 빈자리              | 2001년 9월 21일  | 2003년 6월 25일 |
| 24화 | 용돼지 가출사건            | 2001년 9월 28일  | 2003년 7월 2일  |
| 25화 | 다콘제국의 역습            | 2001년 10월 5일  | 2003년 7월 9일  |
| 26화 | 로코코여 영원하라 (최종회) | 2001년 10월 12일 | 2003년 7월 16일 |